# Divoselo
Divoselo (serb. Дивосело) – wieś w Chorwacji, w żupanii licko-seńskiej, w mieście Gospić. Leży w regionie Lika, około 7 km na południe od Gospicia. W 2011 roku liczyła 4 mieszkańców.